# Tandy 1000

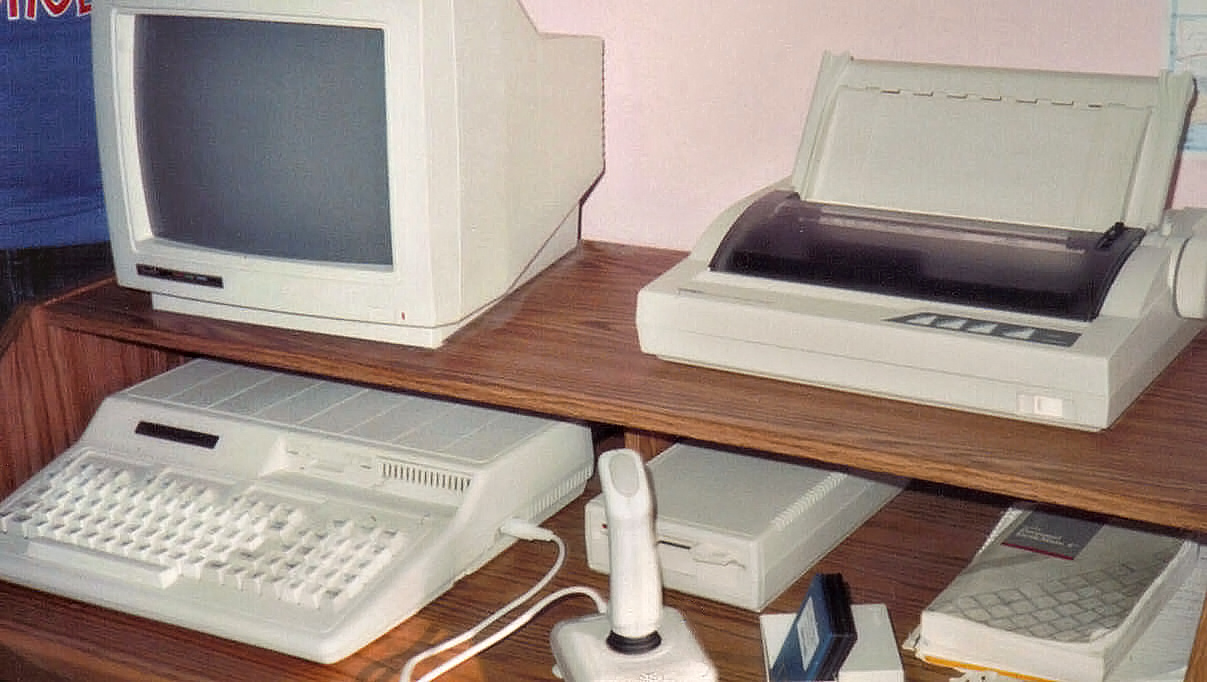
Un Tandy 1000 HX sorti en 1987.

Le Tandy 1000 était une gamme d'ordinateurs vendu par les magasins RadioShack, en partie compatibles avec le PC d'IBM. Sortie en 1984, cette gamme était destinée aux budgets modestes et pour une utilisation familiale.
Doté d'un microprocesseur Intel 8088, le modèle de base disposait de 128 ko de RAM qu'on pouvait augmenter à 640 ko et était également équipé d'une carte graphique "Super CGA" que les jeux appelleront souvent "compatible Tandy" capable d'afficher 16 couleurs en 320×200 (à l'époque, la plupart des compatibles PC étaient équipés d'une carte CGA n'en affichant que 4, en 320×200) et compatible IBM PCjr (très peu connu), ainsi que d'un chipset son Texas Instruments sans contrôleur DMA.
Il y a eu plusieurs variantes avec différentes quantités de RAM (de 128 ko à 1 Mo), un processeur 8088 à 4,77 Mhz (comme le vrai IBM PC) ou 8088-2 à 7,16 Mhz (EX et HX) ou 8086 à 9,56 Mhz (RL) ou un 80286 à 8 Mhz (TX, TL, TL/2) ou 10 Mhz (TL/3) ou un 80386SX à 25 Mhz (RSX), lecteur 5"¼ ou lecteur 3"½, avec ou sans disque dur (souvent de 20 Mio), Tandy Vidéo (compatible CGA et PCjr) ou Tandy Vidéo II (ajout du 640×200 en 16 couleurs et compatibilité Hercules) ou VGA (RLX) ou SVGA (RSX).